# 贡山八角
贡山八角（学名：Illicium wardii）是五味子科八角属的植物。分布于缅甸以及中国大陆的云南等地，生长于海拔1,800米至2,700米的地区，多生长在山地林内及沟边，目前尚未由人工引种栽培。